# Bästa svenska kriminalroman
De bästa svenska kriminalroman is een Zweedse literatuurprijs die sinds 1982 door de Svenska Deckarakademin jaarlijks wordt uitgereikt voor de beste Zweedse misdaadroman.
De Svenska Deckarakademin (Zweedse academie voor misdaadschrijvers) werd in 1971 opgericht ter bevordering van het schijven van detective- en misdaadromans. De academie reikt sinds haar oprichting jaarlijks een prijs uit voor de beste naar het Zweeds vertaalde misdaadroman (bästa till svenska översatta kriminalroman). Na het derde internationale "misdaad"-congres, dat door de academie in 1981 in Stockholm georganiseerd werd ter gelegenheid van hun tiende verjaardag, werd besloten om ook een prijs toe te kennen aan de beste Zweedse misdaadroman.

## Winnaars
| Jaar | Author                           | Originele titel                 | Nederlandse titel             |
| ---- | -------------------------------- | ------------------------------- | ----------------------------- |
| 1982 | Leif G.W. Persson                | Samhällsbärarna                 |                               |
| 1983 | Ulf Durling                      | Lugnet efter stormen            |                               |
| 1984 | Staffan Westerlund               | Svärtornas år                   |                               |
| 1985 | Jean Bolinder                    | För älskarns och mördarns skull |                               |
| 1986 | Staffan Westerlund               | Större än sanningen             |                               |
| 1987 | Olov Svedelid                    | Barnarov                        |                               |
| 1988 | Jan Guillou                      | I nationens intresse            |                               |
| 1989 | Kjell-Olof Bornemark             | Skyldig utan skuld              |                               |
| 1990 | Jean Bolinder                    | Dödisgropen                     |                               |
| 1991 | Henning Mankell                  | Mördare utan ansikte            | Moordenaar zonder gezicht     |
| 1992 | Gösta Unefäldt                   | Polisen och mordet i stadshuset |                               |
| 1993 | Kerstin Ekman                    | Händelser vid vatten            | Zwart water                   |
| 1994 | Håkan Nesser                     | Borkmanns punkt                 | Het vierde offer              |
| 1995 | Henning Mankell                  | Villospår                       | Dwaalsporen                   |
| 1996 | Håkan Nesser                     | Kvinna med födelsemärke         | De vrouw met de moedervlek    |
| 1997 | Åke Edwardson                    | Dans med en ängel               | Dans met een engel            |
| 1998 | Inger Frimansson                 | God natt min älskade            | Welterusten mijn liefje       |
| 1999 | Sven Westerberg                  | Guds fruktansvärda frånvaro     |                               |
| 2000 | Aino Trosell                     | Om hjärtat ännu slår            | Als het hart nog slaat        |
| 2001 | Åke Edwardson                    | Himlen är en plats på jorden    | De hemel is een plek op aarde |
| 2002 | Kjell Eriksson                   | Prinsessan av Burundi           | De dode in de sneeuw          |
| 2003 | Leif G.W. Persson                | En annan tid, ett annat liv     |                               |
| 2004 | Åsa Larsson                      | Det blod som spillts            | Midzomernacht                 |
| 2005 | Inger Frimansson                 | Skuggan i vattnet               | De schaduw in het water       |
| 2006 | Stieg Larsson                    | Flickan som lekte med elden     | De vrouw die met vuur speelde |
| 2007 | Håkan Nesser                     | En helt annan historia          | Een heel ander verhaal        |
| 2008 | Johan Theorin                    | Nattfåk                         | Nachtstorm                    |
| 2009 | Anders Roslund & Börge Hellström | Tre sekunder                    | Drie seconden                 |
| 2010 | Leif G.W. Persson                | Den döende detektiven           | Het laatste woord             |
| 2011 | Arne Dahl                        | Viskleken                       | Hebzucht                      |
| 2012 | Åsa Larsson                      | Till offer åt Molok             |                               |
| 2013 | Christoffer Carlsson             | Den osynlige mannen från Salem  | De toren van de dode zielen   |
| 2014 | Tove Alsterdal                   | Låt mig ta din hand             | Geef me je hand               |
| 2015 | Anders de la Motte               | Ultimatum                       |                               |
| 2016 | Malin Persson Giolito            | Störst av allt                  |                               |
| 2017 | Camilla Grebe                    | Husdjuret                       | Dagboek van een verdwijning   |
| 2018 | Stina Jackson                    | Silvervägen                     |                               |
| 2019 | Camilla Grebe                    | Skuggjägaren                    |                               |
| 2020 | Tove Alsterdal                   | Rotvälta                        |                               |
| 2021 | Åsa Larsson                      | Fädernas missgärningar          |                               |
| 2022 | Sara Strömberg                   | Skred                           |                               |